# Tammy Wynette
Tammy Wynette, nome d'arte di Virginia Wynette Pugh (Tremont, 5 maggio 1942 – Nashville, 6 aprile 1998), è stata una cantautrice statunitense di genere country, proveniente dal Mississippi.
Era conosciuta come la First Lady of Country Music e la sua canzone più nota, Stand by Your Man, è stata uno dei più grandi successi nella storia del genere country. Molti temi delle canzoni di Tammy Wynette trattavano della solitudine, del divorzio e delle difficoltà nei rapporti uomo-donna.
Nel periodo tra la fine degli anni  '60 e i primi anni '70, ha dominato la classifica degli Stati Uniti con 17 One Hits. Insieme a Loretta Lynn e Dolly Parton ha rappresentato il culmine delle cantanti femminili degli anni settanta del Novecento. Il suo matrimonio nel 1969 con il cantante country George Jones (che sarebbe finito con un divorzio nel 1975) ha creato negli States la "prima coppia" che si esibiva nel genere country, in concomitanza con le loro hit da solisti.
Insieme a Loretta Lynn, Dolly Parton, Barbara Mandrell, Dottie West, e Lynn Anderson, Tammy Wynette ha contribuito a ridefinire il ruolo e il posto delle cantanti country femminili.

## Biografia

### Infanzia e adolescenza
Virginia Wynette Pugh nacque nella contea di Itawamba vicino a Tremont, Mississippi, unica figlia di William Pugh Hollice (morto il 13 febbraio 1943) e Mildred Faye Russell (1922-1991). Veniva sempre chiamata Wynette (pronunciato win-net), o Nettie, invece di Virginia.
Suo padre era un agricoltore e musicista locale. Morì per un tumore al cervello quando Wynette aveva appena nove mesi. Sua madre lavorava come insegnante in un istituto scolastico, così come nella fattoria di famiglia. Dopo la morte del marito lasciò Wynette alle cure di nonni, Thomas Chester e Flora A. Russell, e si trasferì a Memphis per lavorare in un impianto di difesa della Seconda guerra mondiale. Nel 1946 sposò Foy Lee, un agricoltore del Mississippi.
La fattoria dei nonni materni era situata al confine con l'Alabama. Wynette sosteneva scherzando, dato che il confine di Stato correva a destra attraverso la proprietà, che «la mia metà superiore viene da Alabama e la mia metà inferiore dal Mississippi.» Da giovane Wynette ha lavorato nei campi a raccogliere il cotone a fianco dei lavoranti ingaggiati per le colture. È cresciuta con la zia, Carolyn Russell, che era solo cinque anni più vecchia di lei. Da bambina, Wynette imparò a suonare alcuni strumenti lasciati dal padre  e imparò anche a cantare la musica gospel con la nonna. Wynette trovò nella musica un modo di fuggire dalla sua vita dura. Ella crebbe idolatrando Hank Williams, Skeeter Davis, Patsy Cline, e George Jones, e ascoltava le loro registrazioni più volte sul giradischi che possedeva, sognando un giorno di essere lei una stella.

### Carriera
Wynette frequentò la Tremont High School e un mese prima della laurea sposò il suo primo marito, Euple Byrd. Questi era un operaio edile e la coppia si trasferiva spesso seguendo i cantieri in cui lui lavorava. In una delle loro case erano anche senza acqua corrente. Wynette nel frattempo lavorava come cameriera, receptionist, barista e anche come operaia in una fabbrica di scarpe. Nel 1963, dopo aver frequentato la scuola di bellezza a Tupelo, Mississippi divenne parrucchiera e avrebbe rinnovato la sua licenza professionale ogni anno per il resto della sua vita, nel caso in cui fosse dovuta ritornare a un lavoro quotidiano. Wynette lasciò il primo marito prima della nascita della loro terza figlia per incomprensioni e perché egli non sosteneva la sua ambizione di diventare una cantante country.
Il suo ultimo figlio contrasse la meningite spinale e Wynette lavorava anche di notte per procurarsi il denaro necessario per poter curare il figlio malato. Nel 1966 si trasferisce con i suoi tre figli da Birmingham a Nashville nel Tennessee per delle audizioni e per tentare di ottenere un ingaggio discografico. Dopo essere stata rifiutata ripetutamente da varie case discografiche, fece un provino con il produttore Billy Sherrill. Sherrill, che era inizialmente riluttante, fu colpito dalla voce e dalla presenza di Wynette e le fece firmare subito un contratto con la Epic Records.
Una volta firmato il contratto per la Epic, Sherrill suggerì a Wynette di cambiare il nome e, secondo la biografia del 1979,  durante il loro primo incontro Wynette portava lunghi capelli biondi con una coda di cavallo. Sherill notò allora che lei gli ricordava Debbie Reynolds nel film Tammy e la laurea, così suggerì a Wynette di chiamarsi in arte "Tammy Wynette".
Il suo primo singolo, Apartament #9 (scritto da Bobby Austin e Johnny Paycheck), venne pubblicato nel dicembre 1966 salendo subito alle Top 40 delle classifiche. A questo seguì Good Girl's Gonna Go Bad che divenne un grande successo, piazzandosi al numero 3 della classifica. Seguirono My Dreams Elusive, un duetto con David Houston, che divenne il numero 1 in classifica nell'estate del 1967, seguito da I Don't Wanna Play House. In quello stesso anno Wynette ricevette un Grammy Award per "Best Female Country Vocal Performance".
Durante il 1968 e il 1969, Wynette si piazzò ai primi posti in classifica con ben 5 hits: Take Me to Your World, Divorce, Stand by Your Man, Singing My Song e The Ways to Love a Man . Stand by Your Man venne scritta nello studio della Epic in soli 15 minuti da Billy Sherrill e la stessa Wynette ed è stata composta in un momento in cui il movimento per i diritti delle donne cominciava a crescere negli Stati Uniti. Il testo della canzone affermava che una donna dovrebbe stare con il suo uomo, nonostante i suoi difetti e carenze, così suscitò non poche polemiche e fu criticata all'inizio. Nonostante ciò la canzone divenne un successo straordinario raggiungendo la vetta delle classifiche e divenendo un classico della musica country. Nel 1969 Wynette ricevette il suo secondo Grammy Award per "Best Female Country Vocal Performance".
A Wynette fu assegnato un disco d'oro (album venduti in oltre 500.000 copie) per Tammy's Greatest Hits. L'album avrebbe poi ottenuto un disco di Platino (album venduti in oltre 1.000.000 di copie) nel giugno 1989. Nel 1970 il regista Bob Rafelson usò un certo numero di sue canzoni nella colonna sonora del suo film del 1970 "Cinque pezzi facili".
Durante i primi anni '70 Wynette, insieme con Loretta Lynn, dominava la scena della musica country. Seguono altri successi quali He Loves Me All the Way, Run, Woman, Run, Good Lovin' (Makes It Right), Bedtime Story, My Man (Understands), 'Til I Get It Right, Kids Say the Darndest Things e The Wonders You Perform che in Italia divenne nel 1971 un successo di Ornella Vanoni (Domani è un altro giorno). Wynette ha detenuto il record di vittorie consecutive fino al 1987, quando Reba McEntire la superò.
Wynette era intanto sposata con George Jones (aveva divorziato dal secondo marito nel 1968), da cui divorziò nel 1975 (soprattutto a causa dell'alcolismo di Jones), la loro collaborazione professionale comunque continuerà con regolarità fino agli anni '90. Jones e Wynette ebbero una figlia, Tamala Georgette, nata nel 1970.
Nel 1976, dopo il divorzio da Jones, Wynette registrò 'Til I Can Make It on My Own che raggiunse il 1º posto in classifica, come singolo. Seguirono i brani You and Me e Near You, che divennero i suoi ultimi numero 1 in classifica come artista solista.
Negli anni successivi la popolarità di Wynette diminuì, tuttavia continuò a raggiungere le Top 10 fino alla fine del decennio con hits come Let's Get Together (One Last Time), One of a Kind, Womanhood, No One Else in the World e They Call It Makin' Love.

### Morte
Dopo anni di problemi medici, numerosi ricoveri, 26 interventi chirurgici e una dipendenza da grandi dosi di antidolorifici, Tammy Wynette morì improvvisamente mentre dormiva sul divano il 6 aprile 1998 all'età di 55 anni. Il medico personale sostenne che la cantante morì per un coagulo di sangue nel polmone. I funerali si tennero il 9 aprile 1998 a Nashville, dove fu seppellita al Nashville's Woodlawn Memorial Park Cemetery. La sua morte suscitò un grande vuoto e sconforto da parte dei colleghi di lavoro, degli amici e di tutto il vasto pubblico che l'amava. Il cantautore Bill Mack disse che era morta una cantante insostituibile, le cui canzoni evocavano la forza e la passione.
Nell'aprile del 1999, il corpo di Wynette fu riesumato nel tentativo di risolvere una controversia legale sul modo in cui la cantante era morta. Fu eseguita una nuova autopsia una settimana dopo che i suoi figli avevano presentato una causa per omissione di soccorso contro il medico e il marito/manager George Richey, sostenendo che questi fossero responsabili per la morte della cantante. Il medico legale dichiarò infine che la morte era avvenuta per una aritmia cardiaca. Nel maggio 1999 George Richey fu assolto dall'accusa di omicidio colposo. Le spoglie di Wynette riposano ora definitivamente accanto ad altri grandi interpreti della musica country come Webb Pierce, Jerry Reed, Marty Robbins, Bobby Russell, Porter Wagoner, Red Foley e Eddie Arnold.
Nel gennaio 2001, George Richey contrasse di nuovo matrimonio all'età di 66 anni, sposando Sheila Slaughter, una produttrice TV. Richey morì il 31 luglio 2010.

## Vita privata
La vita privata di Wynette è stata molto sofferente e tumultuosa. Nel corso della sua vita ha avuto cinque mariti: Euple Byrd (sposato nel 1959 da cui divorziò nel 1966); Don Cappella (sposato nel 1967, il matrimonio fu annullato nel 1968); George Jones (sposato nel 1969, da cui divorziò nel 1975); Michael Tomlin (sposato nel 1976, matrimonio annullato nel 1976) e George Richey (sposato nel 1978 con cui resterà fino alla sua morte avvenuta nel 1998). Wynette dichiarò in una intervista che in George Richey (anche suo manager) aveva finalmente trovato il suo vero amore. La cantante è stata anche legata sentimentalmente per un breve periodo con Burt Reynolds nel 1977.
Wynette ha sofferto molte tragedie nella sua vita: la sua casa andò a fuoco e fu gravemente danneggiata nel 1975; fu vittima per qualche tempo di una stalker; a Nashville, nel 1978, fu picchiata dopo essere stata rapita in un centro commerciale. Aveva anche una serie di gravi disturbi fisici per cui dovette essere operata alla cistifellea, ai reni e per rimuovere alcuni noduli alla gola. A seguito di questi numerosi interventi di chirurgia, sviluppò una dipendenza da antidolorifici che le procurarono una infezione al fegato. Nel 1994 fu colpita da una infezione addominale che la fece stare in coma per sei giorni. Aveva sviluppato anche una infiammazione cronica delle vie biliari per cui fu ricoverata in ospedale a intermittenza. Dal 1970 fino alla sua morte avvenuta nel 1998, Wynette dovette subire ben 26 interventi chirurgici. Sebbene alcuni di questi fossero talvolta anche molto seri, Wynette ebbe la forza di continuare la sua carriera di cantante e di esibirsi regolarmente nei numerosi concerti che teneva. Wynette ebbe tre figli con il primo marito: Gwendolyn Lee ("Gwen") nato nel 1961, Jacquelyn Faye ("Jackie") nata nel 1962 e Tina Denise nata nel 1965.

## Discografia

### Album
| Anno | Album                                          | U.S. Country |  |
| ---- | ---------------------------------------------- | ------------ |  |
| 1967 | My Elusive Dreams                              | #11          |  |
| 1967 | Your Good Girl's Gonna Go Bad                  | #7           |  |
| 1968 | D-I-V-O-R-C-E                                  | #1           |  |
| 1969 | Inspiration                                    | #19          |  |
| 1969 | Stand By Your Man                              | #2           |  |
| 1969 | Tammy's Greatest Hits                          | #2           |  |
| 1970 | Christmas With Tammy                           | -            |  |
| 1970 | Tammy's Touch                                  | #1           |  |
| 1970 | The First Lady                                 | #2           |  |
| 1970 | The Ways to Love a Man                         | #3           |  |
| 1970 | The World of Tammy Wynette                     | #8           |  |
| 1971 | Tammy's Greatest Hits: Volume 2                | #5           |  |
| 1971 | We Go Together                                 | #3           |  |
| 1971 | We Can Sure Love Each Other                    | #8           |  |
| 1972 | Bedtime Story                                  | #7           |  |
| 1972 | Me and the First Lady                          | #6           |  |
| 1973 | Kids Say the Darndest Things                   | #3           |  |
| 1973 | Let's Build a World Together                   | #12          |  |
| 1973 | My Man                                         | #2           |  |
| 1973 | The First Songs of the First Lady              | #17          |  |
| 1974 | Another Lonely Song                            | #8           |  |
| 1974 | We're Gonna Hold On                            | #3           |  |
| 1974 | Woman to Woman                                 | #21          |  |
| 1975 | George, Tammy and Tina                         | #37          |  |
| 1975 | I Still Believe in Fairytales                  | #24          |  |
| 1975 | Tammy Wynette's Greatest Hits: Volume 3        | #28          |  |
| 1976 | Til' I Can Make It On My Own                   | #3           |  |
| 1976 | Golden Ring                                    | #1           |  |
| 1976 | You and Me                                     | #4           |  |
| 1977 | Greatest Hits                                  | #23          |  |
| 1977 | Let's Go Together                              | #19          |  |
| 1977 | One of a Kind                                  | #32          |  |
| 1978 | Greatest Hits: Volume 4                        | #37          |  |
| 1978 | Womanhood                                      | #14          |  |
| 1979 | Just Tammy                                     | #25          |  |
| 1980 | Only Lonely Sometimes                          | #37          |  |
| 1980 | Starting Over                                  | #17          |  |
| 1980 | Together Again                                 | #26          |  |
| 1981 | Cowboys Don't Shoot Straight Like They Used To | #21          |  |
| 1981 | Crying In the Rain                             | #18          |  |
| 1981 | Encore                                         | #44          |  |
| 1983 | Biggest Hits                                   | #64          |  |
| 1983 | Even the Strong Get Lonely                     | #66          |  |
| 1983 | Good Love and Heartbreak                       | #62          |  |
| 1985 | Sometimes When We Touch                        | #32          |  |
| 1987 | Higher Ground                                  | #43          |  |
| 1989 | Next to You                                    | #42          |  |
| 1990 | Heart Over Mind                                | #64          |  |
| 1993 | Honky Tonk Angels                              | -            |  |

### Singoli
| Anno | Singolo                                   | Album                                          | U.S. Country | U.S. Hot 100 |   |  |
| 1967 | "Apartment No. 9"                         | Your Good Girl's Gonna Go Bad                  | 44           | -            |   |  |
| 1967 | "I Don't Wanna Play House"                | Take Me To Your World/I Don't Wanna Play House |              | #1           | - |  |
| 1967 | "My Elusive Dreams"                       | My Elusive Dreams                              | #1           | 89           |   |  |
| 1967 | "Your Good Girl's Gonna Go Bad"           | Your Good Girl's Gonna Go Bad                  | 3            | -            |   |  |
| 1968 | "D-I-V-O-R-C-E"                           | D-I-V-O-R-C-E                                  | #1           | 89           |   |  |
| 1968 | "Take Me To Your World"                   | Take Me To Your World/I Don't Wanna Play House | #1           | -            |   |  |
| 1969 | "Stand by Your Man"                       | Stand By Your Man                              | #1           | 19           |   |  |
| 1969 | "The Ways to Love a Man"                  | The Ways to Love a Man                         | #1           | 89           |   |  |
| 1970 | "He Loves Me All the Way"                 | Tammy's Touch                                  | #1           | 97           |   |  |
| 1970 | "I'll See Him Through"                    | Tammy's Touch                                  | 2            | 100          |   |  |
| 1970 | "Run, Woman Run"                          | The First Lady                                 | #1           | 92           |   |  |
| 1971 | "Good Lovin' (Makes It Right)"            | My Man                                         | #1           | -            |   |  |
| 1971 | "We Can Sure Love Each Other"             | We Can Sure Love Each Other                    | 2            | -            |   |  |
| 1971 | "The Wonders You Perform"                 | Tammy's Greatest Hits, Vol. 2                  | 5            | -            |   |  |
| 1972 | "Bedtime Story"                           | Bedtime Story                                  | #1           | 86           |   |  |
| 1972 | "My Man"                                  | My Man                                         | #1           | -            |   |  |
| 1972 | "Reach Out Your Hand"                     | Bedtime Story                                  | 2            | -            |   |  |
| 1972 | "Take Me"                                 | We Go Together                                 | 9            | -            |   |  |
| 1973 | "Til' I Get It Right"                     | My Man                                         | #1           | -            |   |  |
| 1973 | "Kids Say the Darndest Things"            | Kids Say the Darndest Things                   | #1           | 72           |   |  |
| 1973 | "We're Gonna Hold On" (with George Jones) | We're Gonna Hold On                            | #1           | -            |   |  |
| 1974 | "We're Not the Jet Set"                   | We're Gonna Hold On                            | 15           | -            |   |  |
| 1974 | "Another Lonely Song"                     | Another Lonely Song                            | #1           | -            |   |  |
| 1974 | "Woman to Woman"                          | Woman to Woman                                 | 4            | -            |   |  |
| 1975 | "I Still Believe In Fairytales"           | I Still Believe In Fairytales                  | 13           | -            |   |  |
| 1975 | "You Make Me Want to Be You Mother"       | I Still Believe In Fairyatles                  | 4            | -            |   |  |
| 1976 | "Til' I Can Make It On My Own"            | Til' I Can Make It On My Own                   | #1           | 84           |   |  |
| 1976 | "Golden Ring"                             | Golden Ring                                    | #1           | -            |   |  |
| 1976 | "You and Me"                              | You and Me                                     | #1           | -            |   |  |
| 1977 | "Let's Get Together (One Last Time)"      | Let's Get Together                             | 6            | -            |   |  |
| 1977 | "Near You"                                | Golden Ring                                    | #1           | -            |   |  |
| 1977 | "One of a Kind"                           | One of a Kind                                  | 6            | -            |   |  |
| 1977 | "Southern California"                     | Golden Ring                                    | 5            | -            |   |  |
| 1978 | "Womanhood"                               | Womanhood                                      | 3            | -            |   |  |
| 1979 | "They Call It Making Love"                | Just Tammy                                     | 6            | -            |   |  |
| 1980 | "He Was There (When I Needed You)"        | Only Lonely Sometimes                          | 17           | -            |   |  |
| 1980 | "Two Story House"                         | Together Again                                 | 2            | -            |   |  |
| 1980 | "A Pair of Old Sneakers"                  | Together Again                                 | 19           | -            |   |  |
| 1982 | "Another Chance"                          | Soft Touch                                     | 8            | -            |   |  |
| 1983 | "A Good Night's Love"                     | Good Love & Heartbreak                         | 19           | -            |   |  |
| 1987 | "Talkin' to Myself Again"                 | Higher Ground                                  | 16           | -            |   |  |
| 1987 | "Your Love"                               | Higher Ground                                  | 12           | -            |   |  |
| 1998 | "Stand By Your Man"                       | -                                              | 56           | -            |   |  |

## Premi
- 1967: Best Female Country Vocal Performance
- 1969: Best Female Country Vocal Performance